# Giada (colore)
A destra è mostrato il colore giada.
Il colore "giada" è un verde-blu, molto saturo, che prende il suo nome dalla gemma chiamata giada, anche se in realtà il colore di tale pietra varia sensibilmente di gradazione.